# Staatsgalerie Aschaffenburg

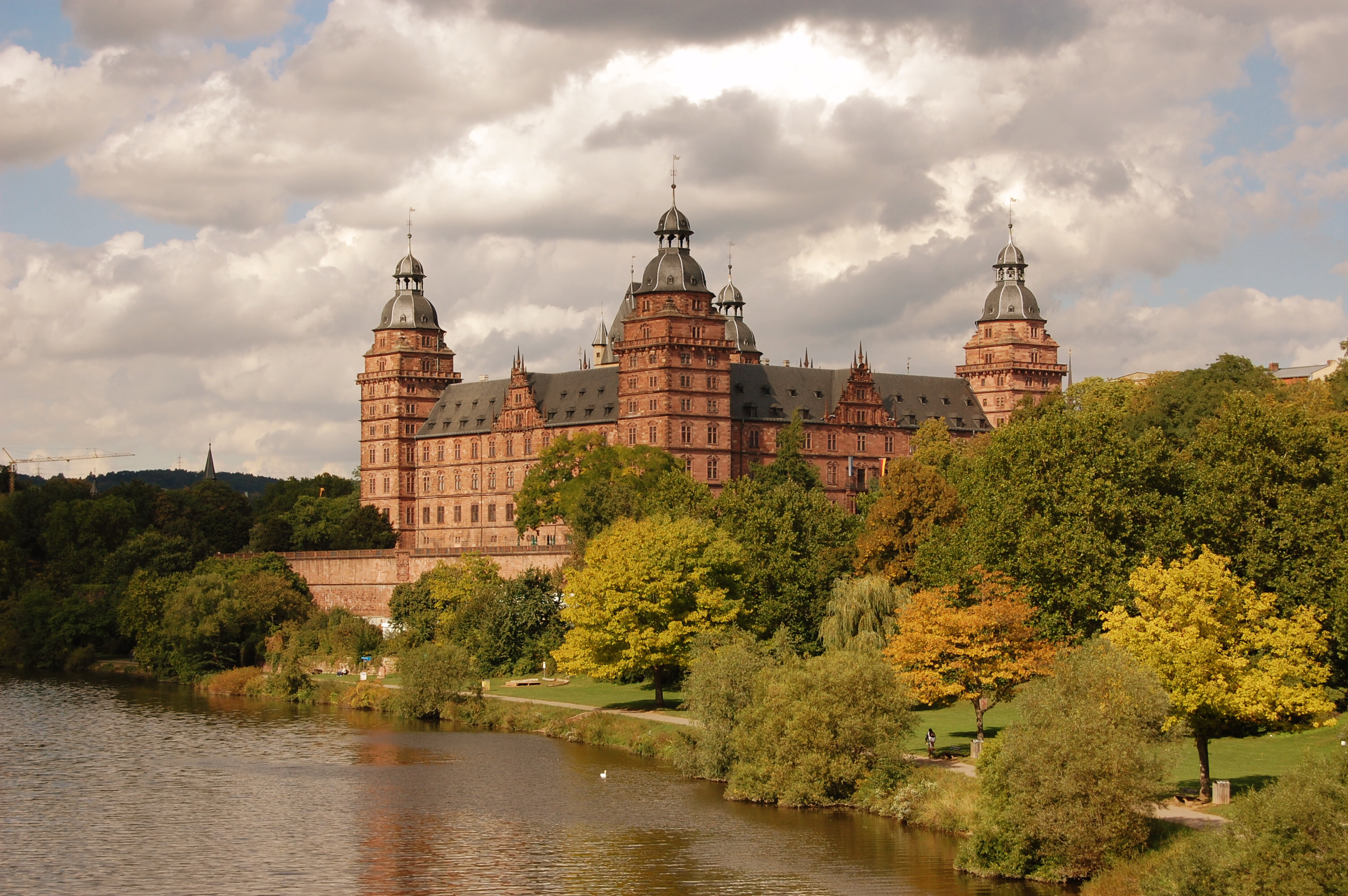
Aschaffenburski zamek – siedziba Staatgalerie

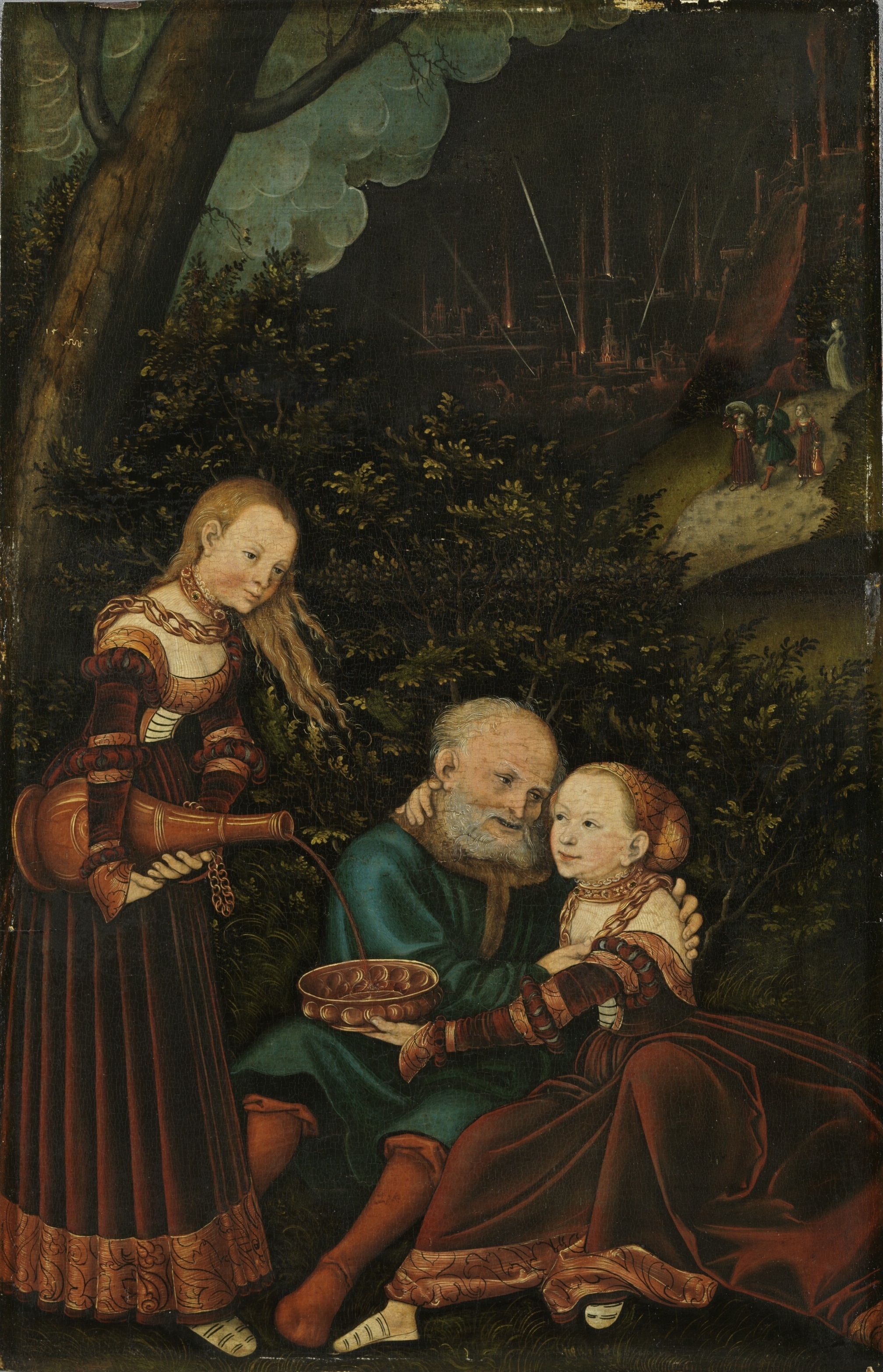
Lucas Cranach starszy, Lot z córkami, 1529

Staatsgalerie Aschaffenburg (pol. Galeria Państwowa w Aschaffenburgu) – galeria znajdująca się na pierwszym i drugim piętrze zamku Johannisburg w Aschaffenburgu. Nazywana jest ona „małą galerią”.

## Historia
Kolekcję tworzą obrazy ze zbiorów elektorów-arcybiskupów mogunckich. Galeria powstawała od 1793 roku, kiedy Aschaffenburg stał się drugą stolicą-rezydencją Arcybiskupstwa Moguncji. W 1814 roku zbiory arcybiskupie przeszły w ręce władców bawarskich. Na początku XIX wieku kolekcja wzbogaciła się w dzieła zebrane w aschaffenburskiej kolegiacie (w następstwie jej sekularyzacji). Dodatkowo w tym czasie galeria zyskała cenne płótna ze zbiorów katedry w Moguncji. Były wśród nich prace Hugona Franza von Eltza. Malarstwo było prezentowane w salach zamkowych z krótkimi przerwami do czasów drugiej wojny światowej, kiedy obiekt ten uległ poważnemu zniszczeniu. W 1964 roku ponownie otwarto dla zwiedzających tutejszą wystawę obrazów.

## Kolekcja
W zbiorach Staatsgalerie Aschaffenburg znajdują się 368 dzieła, wśród nich m.in. autorstwa Lucasa Cranacha starszego i jego szkoły (w sumie przypisuje się im autorstwo 30 płócien w prezentowanym zbiorze). Galeria posiada również prace Petera Rubensa, Jacoba Jordaensa, Theodora van Thuldena, Antona van Dycka, a także innych mistrzów flamandzkich, holenderskich, niemieckich oraz włoskich. Znajduje się tu cykl obrazów Aerta de Geldera i pejzaże z miastem Aschaffenburg autorstwa Ferdinanda Kobella. Wystawę wzbogacają również eksponaty ze szkła Christiana Georga Schütza oraz największa na świecie kolekcja modeli korkowych.